# Ми завжди жили в замку (фільм)
«Ми завжди жили в замку» (англ. We Have Always Lived in the Castle) — американський фільм-трилер 2018 року за режисурою Стейсі Пассон та сценарієм Марка Крюгера. У головних ролях знялися Таїсса Фарміга, Александра Даддаріо, Кріспін Гловер, Пола Малкомсон і Себастіан Стен. Сюжет фільму оснований на однойменному романі 1962 року Ширлі Джексон.
Прем'єра відбулася на кінофестивалі в Лос-Анджелесі 22 вересня 2018 року. 17 травня 2019 року реліз випустила компанія Brainstorm Media.

## Сюжет
1950-і. Дві юні сестри та їхній хворий дядько стають мішенню для сусідських підозр після загадкової загибелі решти членів сім'ї. Їх звинувачують в отруєнні батьків сестер. Старша, Констанція, не виходить з дому вже шість років. Молодша, 18-річна Мері Кейт, кожен вівторок змушена ходити в село за покупками, де її переслідують місцеві жителі. Але навіть вони не підозрюють про надприродні здібності дівчини. Досить несподівано в будинку з'являється кузен Чарлі, який заявляє, що здатний допомогти родичам.

## У ролях
- Таїсса Фарміга — Мері Кейт Блеквуд[en]
- Александра Даддаріо — Констанс Блеквуд
- Себастіан Стен — Чарльз Блеквуд[1]
- Кріспін Гловер — Джуліан Блеквуд
- Пол Малкомсон — Хелен Кларк
- Пітер О'Міра — Сем Кларк
- Пітер Кунан — Боббі Данхем
- Боско Хоган — старий Нед

## Виробництво
У серпні 2009 року продюсерська компанія Майкла Дугласа повідомила про зацікавленість в екранізації роману Джексон. Згоду на знімання дав і старший син письменниці Лоуренс Гайман. При цьому попередньо в березні 2010-го було анонсовано, що головні ролі в картині можуть виконати Рейчел Мак-Адамс, Сірша Ронан і сам Дуглас.. Після чого настало затишшя до 2016 року. На головні ролі були затверджені Фарміга, Даддаріо і Віллем Дефо. У серпні було оголошено про призначення Стейсі Пассон на роль режисера. 21 серпня Дефо, що вибув з проєкту, змінив Кріспін Гловер, а Пітер О'Міра затверджений на роль Сема Кларка.
Знімальний період стартував 8 серпня 2016 року Брее і Дубліні і був завершений 9 вересня того ж року.